# هووزدتس (ناحیه چسکه بودیوویتسه)
هووزدتس (به چکی: Hvozdec) یک منطقهٔ مسکونی در جمهوری چک است که در شهرستان چسکه بودیوویتسه واقع شده‌است. هووزدتس ۲٫۳۶ کیلومتر مربع مساحت و ۹۹ نفر جمعیت دارد و ۴۹۰ متر بالاتر از سطح دریا واقع شده‌است.